# 蜂須賀又十郎
蜂須賀 又十郎（はちすか またじゅうろう）は、戦国時代の武将。蜂須賀正勝の弟。諱は不明。生没年不詳。

## 略歴
蜂須賀正利の次男。『蜂須賀家記』によれば尾張稲垣村の台蔵院の養子となった。永禄9年（1566年）の墨俣城の戦いに兄・正勝と共に従軍したと書かれている。
又十郎の嫡男は家重と云ったが、田川忠右衛門を名乗り、徳島藩士となった後には台蔵院のあった村名から稲垣姓に改名した。